# Плятер, Леон
Леон Плятер (пол. Leon Plater, 15 февраля 1836, Комбули — 8 июня 1863, Динабург) — польский революционер, активный участник восстания 1863—1864 годов.

## Биография
Леон Плятер родился 15 февраля 1836 года в известном графском шляхетском роду Плятеров. Отец — Йозеф Казимир Броэл-Плятер (1796—1852), мать — Антонина Броэл-Плятер (в девичестве Перешвит-Солтан) (1800—1871). Был одним из 11 детей.
После польского восстания 1830—1831 годов семья Казимира Плятера подверглась репрессиям со стороны властей Российской империи. Он был обвинён в укрывательстве участников восстания, в частности, двоюродного брата Эмилии Плятер — Цезаря, и вскоре после поражения мятежа сослан в Смоленск. Там и прошло детство Леона Плятера. Учиться Леон Плятер был направлен в Рижский Императорский лицей на попечение старшего брата Августа Плятера (1822—1861), занимавшего в то время должность при рижском генерал-губернаторе И. Г. Бибикове. После окончания обучения и смерти отца получил в наследство фольварк Казанова в Динабургском уезде Витебской губернии, где и проживал до начала восстания.

### Участие в восстании (1863—1864)
После начала восстания 1863—1864 годов Леон Плятер некоторое время оставался в стороне от вооружённой борьбы. Однако вскоре решил, что для рода Плятеров будет позором, если никто из них не примет участие в мятеже. Первоначально Леон Плятер собирался присоединиться к отряду Людвика Нарбутта, действовавшему тогда в Лидском уезде Виленской губернии, однако позже отказался от идеи в связи со сложностью её осуществления.
Официально Л. Плятер присоединился к восстанию 11 (23) апреля 1863 года по предложению другого командира повстанцев Витебской губернии — Зыгмунта Буйницкого.
13 (25) апреля группа из 6 повстанцев, включая Леона Плятера, организовала успешную засаду на военный обоз с оружием в шести километрах от местечка Креславка, Динабургский уезд. В перестрелке восставшие убили трёх солдат охраны, ещё пятерым удалось бежать с поля боя. Добычей отряда стали 398 ружей, 9 револьверов и 22 единицы холодного оружия.
Затем группа Плятера направилась на юг, к местечку Вишки. Тем же вечером из Креславки на поиски группы Плятера вышла гренадёрская рота под командованием капитана Барсукова. Спустя несколько часов они заняли имение Скайты, принадлежащие графу Глушкину, который сочувствовал мятежникам. Рота обнаружила в имении тайник с 148 единицами огнестрельного оружия, ранее спрятанными плятеровцами. Оружие было конфисковано, а Глушкин и его сын были взяты под арест по обвинению в поддержке мятежников.
Днём 14 (26) апреля группа Плятера столкнулась в окрестностях Вишек с несколькими десятками местных крестьян, которые ранее за денежное вознаграждение вознамерились разоружить отряд Плятера и сдать его членов властям. Однако плятеровцы открыли по обступающим их крестьянам огонь из ружей, в результате чего убили одного и ранили ещё семерых крестьян, после чего остальные стали разбегаться. Вечером группа Плятера вступила в Вишки.
Однако уже утром 15 (27) апреля 1863 года на станции Дубно на плятеровцев вновь напали местные крестьяне общим числом до 50 человек. На этот раз мятежникам не удалось сдержать их натиск, все повстанцы были сильно избиты и переданы местным властям. После этого Леон Плятер и 5 его сподвижников были заключены в Динабургскую крепость. Плятер был приговорён к смертной казни и расстрелян во дворе Динабургской крепости в 11 часов утра 27 мая (8 июня) 1863 года.